# 2019-es madridi regionális választás
A 2019-es madridi regionális választást, 2019. május 26-án tartották meg, egy napon az európai parlamenti választásokkal és a helyhatósági választásokkal. A választás eredményeként 1987 óta először a Spanyol Szocialista Munkáspárt lett a győztes, de koalíciós partnerei, mint a Több Madridot és Unidas Podemos pártok annyi szavazatot vesztettek, hogy elveszítették többségüket a Madridi Gyűlésben. Ennek eredményeként egy jobbközép Néppárt-Polgárok koalíció jött létre, a szélsőjobboldali VOX külső támogatásával. A koalíció élére Isabel Díaz Ayuso néppárti politikusnő került.

## Választási rendszer
A választáson Madridi autonóm közösség regionális törvényhozásának, a Madridi Gyűlés képviselőit választják meg és a regionális elnököt. Ez a törvényhozás egykamarás, jogköreit pedig Madrid autonóm közösség jogállásáról szóló státuszegyezménye tartalmazza, amely a Spanyol Alkotmányon alapszik.
A választáson minden 18. évét betöltött, Madrid autonóm közösség területén hivatalosan bejelentett lakcímmel rendelkező, spanyol állampolgár szavazhat. A külföldön élő madridiak előzetes regisztráció alapján vehetnek részt a választáson. A Gyűlés tagjait D'Hondt-módszer szerint, zártlistás, arányos képviseleti szavazáson választják meg, ahol 5%-os a bejutási küszöb. A Gyűlésben egy képviselőre 50.000 választó polgár jut. A régióban a népességnövekedés miatt 129-ről 132-re nőtt a kiosztható mandátumok száma.

## Választás háttere
Ez egy előrehozott választás volt, mert az addigi elnökről a néppárti Cristina Cifuentesről kiderült, hogy közokirat hamisítás révén tudott a János Károly Király Egyetemen mesterképzésből lediplomázni valamint nyilvánosságra került egy videó 2011-ből amikor bolti lopás miatt letartóztatták. Mindezek miatt Cifuentes 2018 áprilisában lemondott tisztségéről, utódja addigi helyettese, Ángel Garrido lett. Ez is bővítette a Néppárt korrupciós ügyeinek listáját. 2018 júliusában a néppárti Mariano Rajoy miniszterelnöke elvesztette az ellene indított bizalmatlansági indítványt.
2019. január 17-én a Podemoson belül pártszakadás történt: Manuela Carmena és Íñigo Errejón kilépett a szövetségből. Errejón a Podemos regionális elnök-jelöltje lett volna a választáson, a párttal eleinte megállapodott hogy az új formációjukkal közös listán fognak indulni. Pablo Iglesias Podemos elnök viszont elutasította ezt, mert szerinte Errejón ezzel a tettével nem tagja többet a Podemosnak és a Podemos és Egyesült Baloldal elindul a választáson közös listán, még akkor is ha Errejón ellen kell jelöltet állítaniuk. Ezzel egyidőben a Podemos vezetése felszólította Errejónt hogy adja vissza a képviselőházi mandátumát, mivel álláspontjuk szerint elárulta őket. Január 21-én Errejón visszaadta a mandátumát, de továbbra is felszólította a Podemost, Egyesült Baloldalt és Equot hogy csatlakozzon az általa alapított Több Madridot nevű pártszövetséghez. Január 25-én lemondott Ramón Espinar a Podemos regionális vezetője, miután a párt országos vezetősége megfosztotta őt minden autonóm döntési jogkörétől. Mindez azután történt, hogy Espinar tárgyalásokat akart kezdeményezni Errejónnal egy közös lista reményében.

## Jelöltek
| Párt neve | Párt neve                             | Jelöltek | Jelöltek          | Ideológia                                                           | Forrás               |  |
| --------- | ------------------------------------- | -------- | ----------------- | ------------------------------------------------------------------- | -------------------- |  |
|           | Néppárt (PP)                          |          | Isabel Díaz Ayuso | Konzervativizmus Kereszténydemokrácia                               | [ 12 ]               |  |
|           | Több Madridot (Más Madrid)            |          | Íñigo Errejón     | Progresszivizmus Részvételi demokrácia Zöldpolitika                 |                      |  |
|           | Spanyol Szocialista Munkáspárt (PSOE) |          | Ángel Gabilondo   | Szociáldemokrácia                                                   | [ 13 ]               |  |
|           | Polgárok – A Polgárság Pártja (Cs)    |          | Ingacio Aguado    | Liberalizmus                                                        |                      |  |
|           | Podemos – Egyesült Baloldal (IU–MpM)  |          | Isabel Serra      | Baloldali populizmus Közvetlen demokrácia Demokratikus szocializmus | [ 14 ] [ 15 ] [ 16 ] |  |
|           | Vox (Vox)                             |          | Rocío Monasterio  | Jobboldali populizmus Ultranacionalizmus Nemzeti konzervativizmus   | [ 17 ]               |  |

## Eredmények
|                                   |                                                            |                  |                  |                  |            |            |
| Pártok/Koalíciók                  | Pártok/Koalíciók                                           | Szavazatok száma | Szavazatok száma | Szavazatok száma | Mandátumok | Mandátumok |
| Pártok/Koalíciók                  | Pártok/Koalíciók                                           | Szavazatok       | %                | ±pp              | Összesen   | +/−        |
|                                   | Spanyol Szocialista Munkáspárt (PSOE)                      | 884,218          | 27.31            | +1.88            | 37         | ±0         |
|                                   | Néppárt (PP)                                               | 719,852          | 22.23            | –10.85           | 30         | –18        |
|                                   | Polgárok (Cs)                                              | 629,940          | 19.46            | +7.31            | 26         | +9         |
|                                   | Több Madridot (Más Madrid)                                 | 475,672          | 14.69            | New              | 20         | +20        |
|                                   | Vox (Vox)                                                  | 287,667          | 8.88             | +7.70            | 12         | +12        |
|                                   | Unidas Podemos (Podemos–IU)1                               | 181,231          | 5.60             | –17.20           | 7          | –20        |
|                                   |                                                            |                  |                  |                  |            |            |
|                                   | Állatkínzásellenes Állatvédelmi Párt (PACMA)               | 24,446           | 0.76             | –0.26            | 0          | ±0         |
|                                   | Unió,, Haladás és Demokrácia (UPyD)                        | 4,057            | 0.13             | –1.91            | 0          | ±0         |
|                                   | Egy Helyesebb Világért (PUM+J)                             | 3,178            | 0.10             | New              | 0          | ±0         |
|                                   | Leganés Uniója (ULEG)                                      | 2,984            | 0.09             | –0.08            | 0          | ±0         |
|                                   | Spanyol Munkások Kommunista Pártja (PCTE)                  | 2,610            | 0.08             | New              | 0          | ±0         |
|                                   | Falange (FE–JONS)                                          | 2,217            | 0.07             | –0.10            | 0          | ±0         |
|                                   | Kasztíliai Party–Közemberek Vidéke: Paktum (PCAS–TC–Pacto) | 1,794            | 0.06             | ±0.00            | 0          | ±0         |
|                                   | Spanyol Humanista Párt (PH)                                | 1,727            | 0.05             | –0.06            | 0          | ±0         |
|                                   | Libertariánus Párt (P–LIB)                                 | 1,246            | 0.04             | –0.02            | 0          | ±0         |
| Üresen hagyott szavazólapok       | Üresen hagyott szavazólapok                                | 15,020           | 0.46             | –0.64            |            |            |
|                                   |                                                            |                  |                  |                  |            |            |
| Összesen                          | Összesen                                                   | 3,237,859        |                  |                  | 132        | +3         |
|                                   |                                                            |                  |                  |                  |            |            |
| Érvényes szavazatok               | Érvényes szavazatok                                        | 3,237,859        | 99.58            | +0.55            |            |            |
| Érvénytelen szavazatok            | Érvénytelen szavazatok                                     | 13,527           | 0.42             | –0.55            |            |            |
| Szavazók száma / Részvételi arány | Szavazók száma / Részvételi arány                          | 3,251,386        | 64.27            | –1.42            |            |            |
| Távolmaradók                      | Távolmaradók                                               | 1,807,866        | 35.73            | +1.42            |            |            |
| Választásra jogosultak            | Választásra jogosultak                                     | 5,059,252        |                  |                  |            |            |
|                                   |                                                            |                  |                  |                  |            |            |
| Források                          |                                                            |                  |                  |                  |            |            |
| {{{1}}} Sablon:Ubl                |                                                            |                  |                  |                  |            |            |

## Választás után
A Néppárt győzelmével Isábel Diaz Ayuso lett Madridi regionális elnöke, a koalíciónak tagja lett a Polgárok párt, majd Spanyolországban elsőként, a szélsőjobboldali VOX is a koalíció tagja lett. Hasonló koalíciós megállapodás köttetett Andalúzia és Murcia regionális kormányában.